# ویسا
ویسا از نام‌های فارسی برای دختران است. این نام از ریشه پشتون به معنای عقیده و باور، ایمان، وفا و اطمینان است.